# 趙雲廟
| 趙雲廟               | 趙雲廟                         |
| -------------------- | ------------------------------ |
| 『趙雲廟』趙雲騎馬像 |                                |
| 基本情報             |                                |
| 位置                 | 石家庄市正定県興栄東路77号     |
| 宗教                 | 中国民間信仰                   |
| 主神                 | 趙雲                           |
| 建立                 | 清朝乾隆年間（1736年～1795年） |
| 入場料               | 20元                           |
| 開放時間             | 08:30 - 17:30                  |

趙雲廟（ちょううんびょう）は、中華人民共和国河北省石家荘市正定県興栄東路に位置する、同県出身の三国時代の蜀漢の将軍・趙雲（ちょう うん）を祀った廟。
前身となる趙雲信仰が明の万暦4年（1576年）頃から本格的に始まり、清の乾隆年間（1736年～1795年）に趙雲個人を祀る廟が初めて建てられ、その後は移設と荒廃を繰り返し、4度修繕。現在の廟は趙雲の子孫らが発起人となって1997年4月13日に再建された。
同年6月27日、正定県重点文物保護単位認定、中国国家AA級観光地。
その他の趙雲廟についても、この項目で扱う（→｢#その他の趙雲廟｣）。

## 歴史と沿革

### 明代・信仰の興り
明の嘉靖年間（1522年～1566年）に編纂された『真定府志』巻五「表四・仕籍」、巻二十六「伝八・人物」に、三国時代の人物の冒頭として「趙雲、真定（現在の正定）の人、蜀に仕官し、見識のある人物」と記される。この時点ではまだ趙雲個人を祀る専用の廟（祠）は存在していないが、『（万暦）真定県志』「人物志」の個人伝では「顕聖忠臣伝」に挙げられており、趙雲が当時すでに顕聖として崇拝されていたことがうかがえる。
万暦4年（1576年）、知県の周応中が建立した『郷賢祠』（顕聖祠）において、趙雲は国家に忠義を尽くした「顕聖忠臣」の筆頭として祀られることになった。これが、故郷・正定における趙雲への公式な祭祀の始まりである。文武に優れた他の郷土の賢人たちと共に、春秋の二季に地方官によって祭祀される存在となった。清末に至るまで常に県内の『顕聖祠』の筆頭に列せられ、歴代の地方官によって祭祀が途絶えることはなかった。

### 清代・廟宇の建立

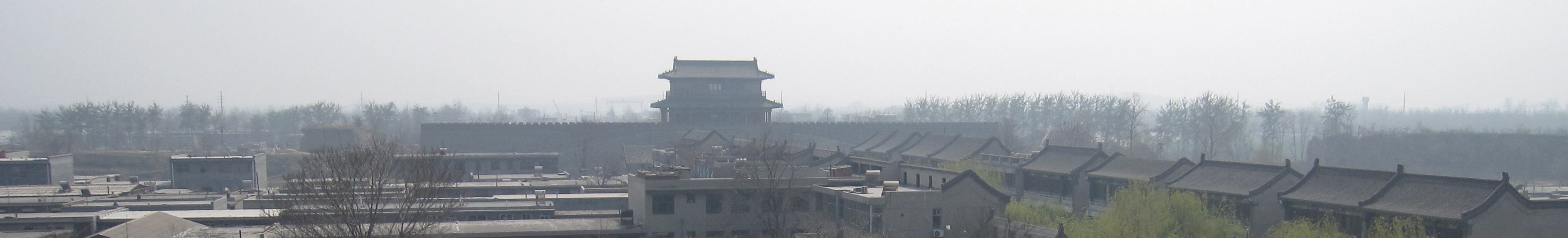
『正定（真定）城』南門

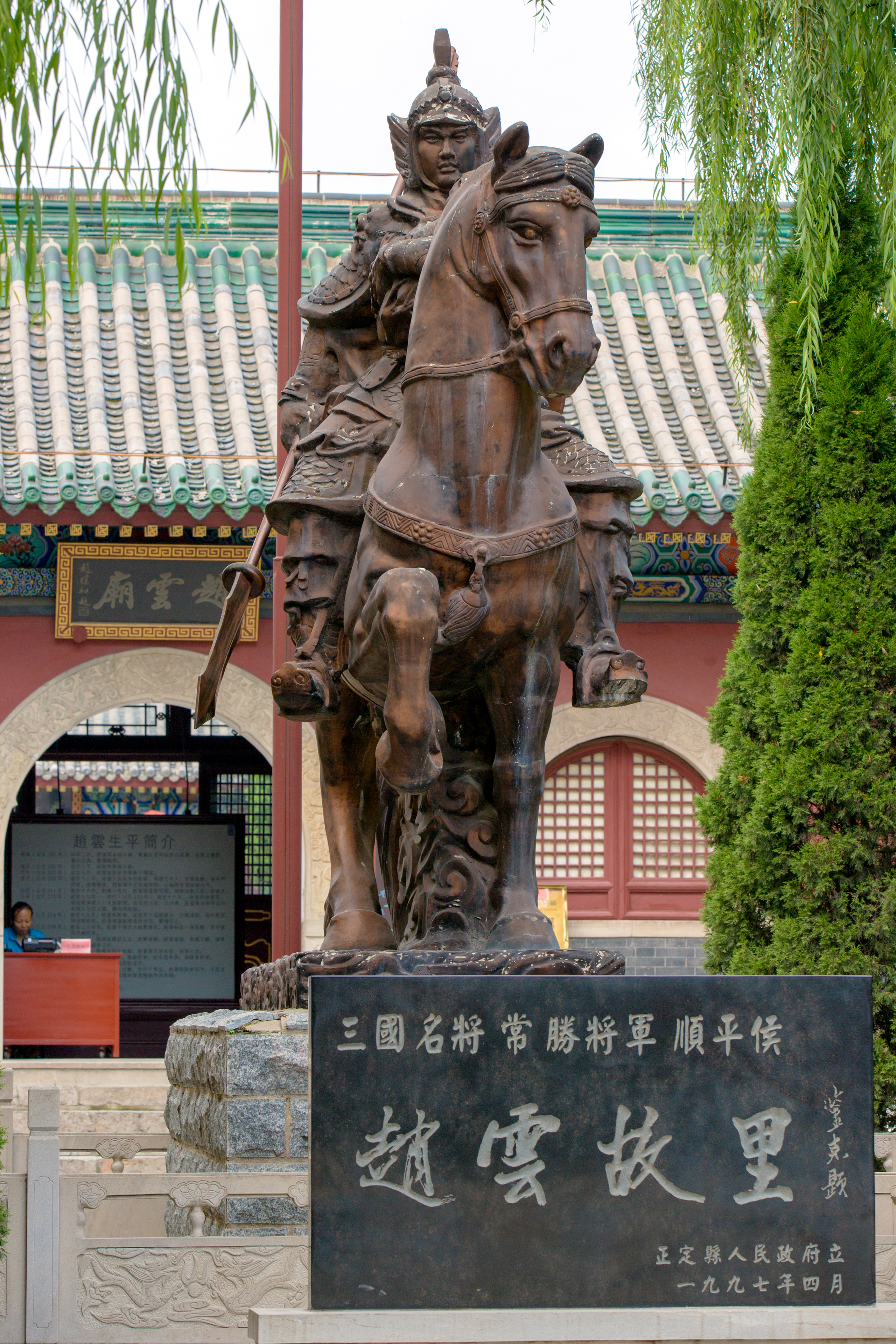
『趙雲故里』碑と趙雲と阿斗の騎馬像

趙雲個人の廟が史料に初めて登場するのは、清の乾隆年間（1736年～1795年）である。この時期には正定県と、隣接の欒城県にそれぞれ『趙将軍廟』が存在したことが記録されている。
正定の『趙将軍廟』は当初、城南の滹沱河（こだか）のほとりに建立されたが、この地域はたびたび河の氾濫による水害に見舞われたため、乾隆年間のいずれかの時期に城の東北にあった、かつて牧馬地として使われていた「草場」へと移設された。しかし、閑静な区域に建てられたこの草場の廟は次第に管理されなくなり、道光年間（1821年～1850年）には荒れ果て、その場所を知る者もほとんどいない状態に陥った。
この状況を憂いた正定知府（府の長官）の金洙らは、道光6年（1826年）、荒廃した廟を再建することを決意し、趙雲の「忠」「勇」といった徳は、同じ蜀漢の武将で当時すでに絶大な信仰を集めていた関羽に比肩しうるものと考え、そこで、賑やかな市街地である城門内西南の隅にあった『関帝廟』（中国各地にある関羽を祀る廟）の隣に土地を確保し、新たに『趙将軍廟』を建立した。郡の文武百官がみな資金を援助して工事を助け、中でも以前保定にいた総兵官（軍の司令官）の舒通阿が最も多くの資金を出し、正定県令であった趙模も自ら監督して終始事に当たっており、当時、趙雲を県の賢人を祀る祠で公式に祭るだけでなく、民間信仰においても地方官吏や名士たちが重視・関与していた。こうして官民双方の多大な資金援助を受けて『趙将軍廟』の再建は実現した。
『関帝廟』の隣に建てられた『趙将軍廟』は、公式の祭日こそなかったものの、『関帝廟』の祭祀に合わせて年に二度、2月と8月に盛大な祭礼が行われた。当時の人々はこの廟を、趙雲の諡号から『順平侯祠』とも呼び、その塑像は非常に精巧で、祠は壮麗であったことが詩や筆記に残されている。この祠は草場とは違い、民衆が参拝しやすい場所だったことから絶えず香火の盛んな場所となり、清末には『遊百病』（百病を避けるためのまじない）という正月の風習で人々が訪れる人気の廟の一つにもなっていた。

### 近代・荒廃と再建
しかし、近代に至って『趙将軍廟』は再び崩壊し、跡形もなく消失する。正確な破壊時期や原因は史料に記録がないため詳細不明である。同治年間（1862年～1874年）に刻まれた『漢順平侯故里碑』の石碑のみが残された。
先祖の英雄が故郷で埋もれていることを嘆いた香港の『劉関張趙四姓宗親会』の趙姓の子孫らが発起人となり、1996年に趙雲廟の再建が開始された。正定県の各界から支持と資金を得て、新たな『趙雲廟』は1997年4月13日に一般公開された。
再建された趙雲廟は、道光年間の旧跡（城の西南隅）ではなく、かつて草場があった城の東北隅に近い場所（現在の興栄路の東端）に位置する。敷地面積12ムー（畝）、総建築面積1500平方メートルを誇る壮大な建築で、ランドマークとなっている阿斗（劉禅）を抱えた趙雲像や、『漢順平侯故里碑』の新・旧石碑、劉備・関羽・張飛らと共に祀られる「四義殿」、五虎大将軍を祀る「五虎殿」、趙雲父子を祀る「順平侯殿」などを有している。

### 現代・観光施設化

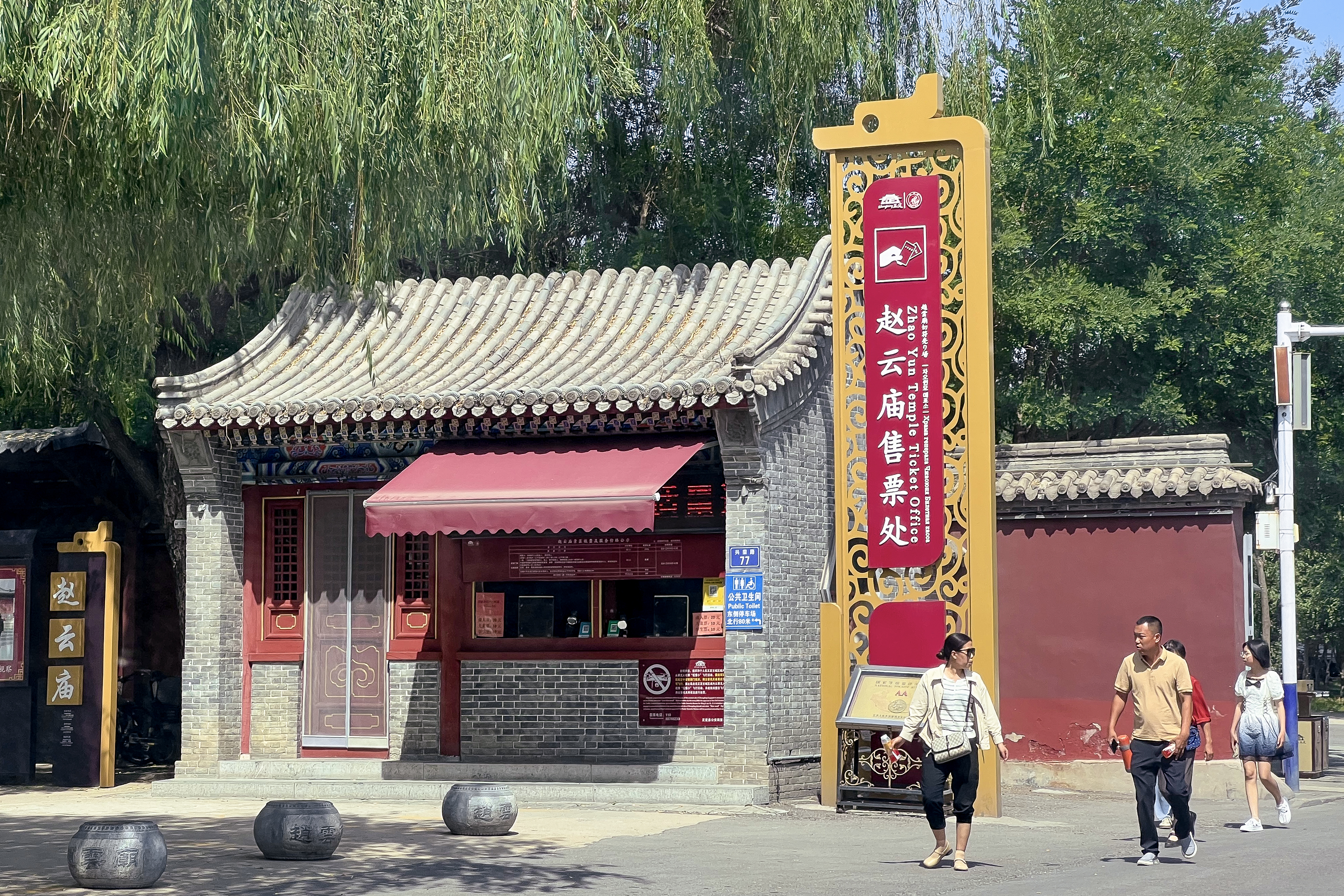
『趙雲廟』チケット売場

現在は中国国家AA級観光地に指定され、2004年4月25日、『河北省趙子龍文化研究会』成立。春節の祭りでは『子龍演武』、『常山戦鼓』などのパフォーマンスが行われるなど、正定の重要な観光拠点となっている。
しかしその一方で、かつてのような民間信仰の場としての機能は薄れつつある。
2008年頃にはまだ存在していた「有求必應、心誠則靈」（求めれば必ず応えられる、心が誠であれば必ず通じる）といった祈祷を促す聯（対句）は撤去され、参拝客が熱心に線香をあげる光景もあまり見られないという。台湾の『趙子龍文化協会』からの訪問者が「寺院というよりは規模の大きい記念館のようだ」と評したように、現代の趙雲廟は、宗教的な信仰の対象から趙雲の功績を顕彰する歴史文化的な記念館・観光施設へとその役割を変化させている。

## 主祭神
- 趙雲：（ちょう うん、？ - 229年）、字・子龍（しりゅう）。
冀州常山国真定県（現・河北省石家荘市正定県）出身の蜀漢の将軍。劉備軍が当陽の長坂で曹操軍に追いつかれた際、戦場に置き去りにされた劉備の子・劉禅（幼名・阿斗：のちの蜀漢第2代皇帝）と生母の甘夫人を救い、後世、忠節勇武を称えられた。封号は永昌亭侯、諡号は順平侯。小説『三国志演義』における「長坂坡の戦い」や、「常山の趙子龍」の名乗りは広く有名。五虎大将軍の一人。
- その他、劉備・関羽・張飛、五虎将、趙統、趙広が配祀されている。

## 主な特色

### 殿堂

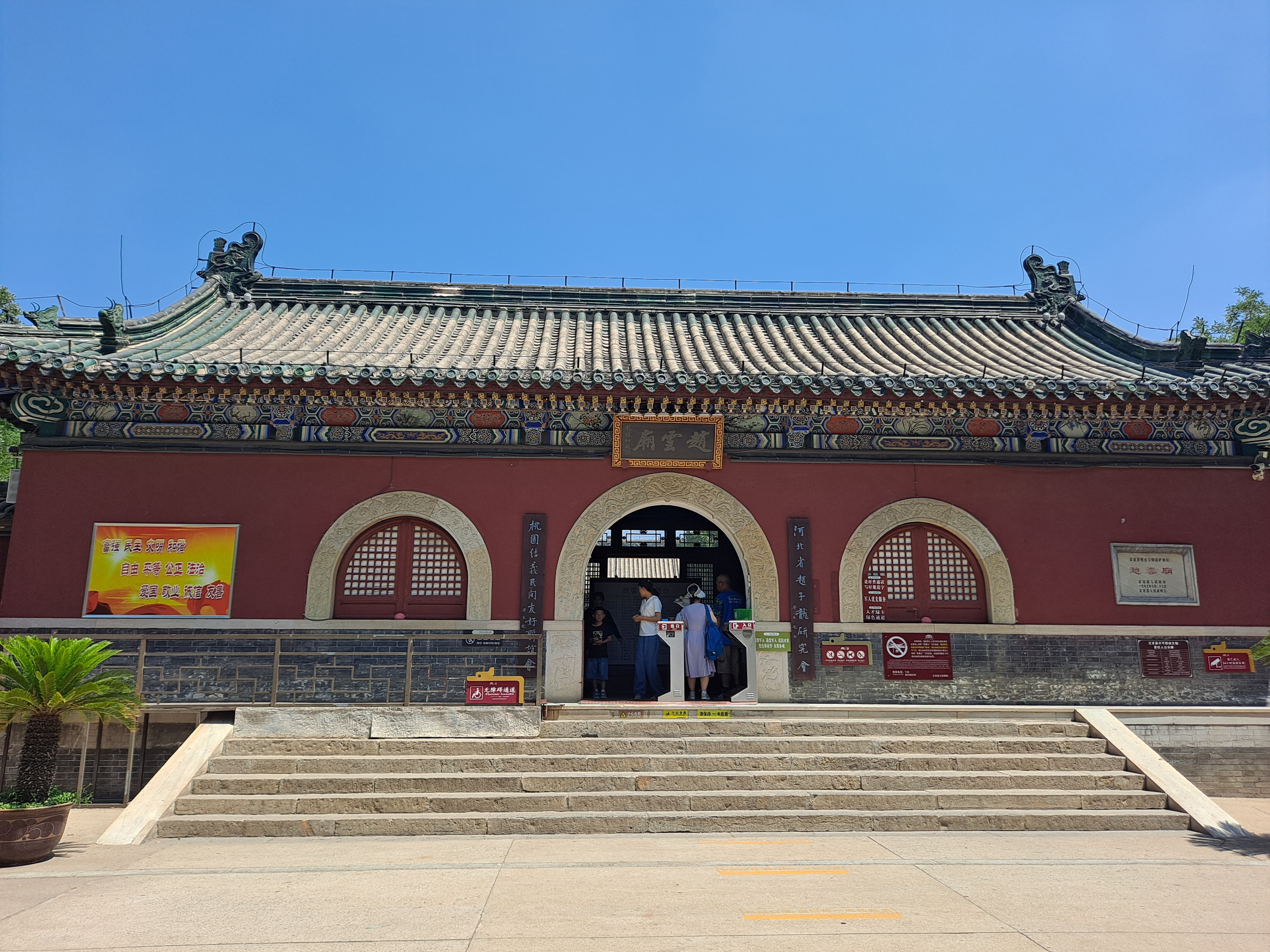
①山門殿
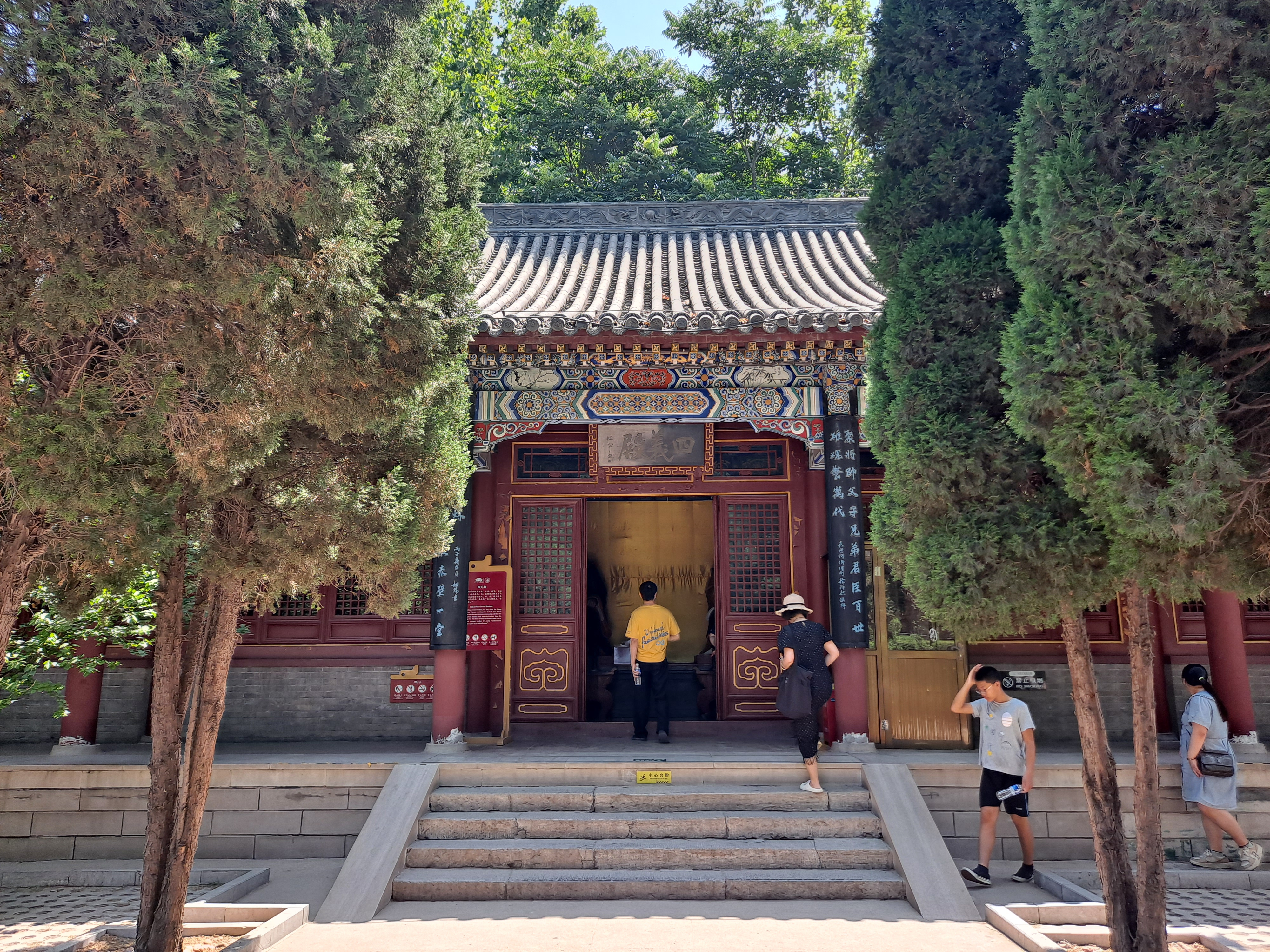
②四義殿
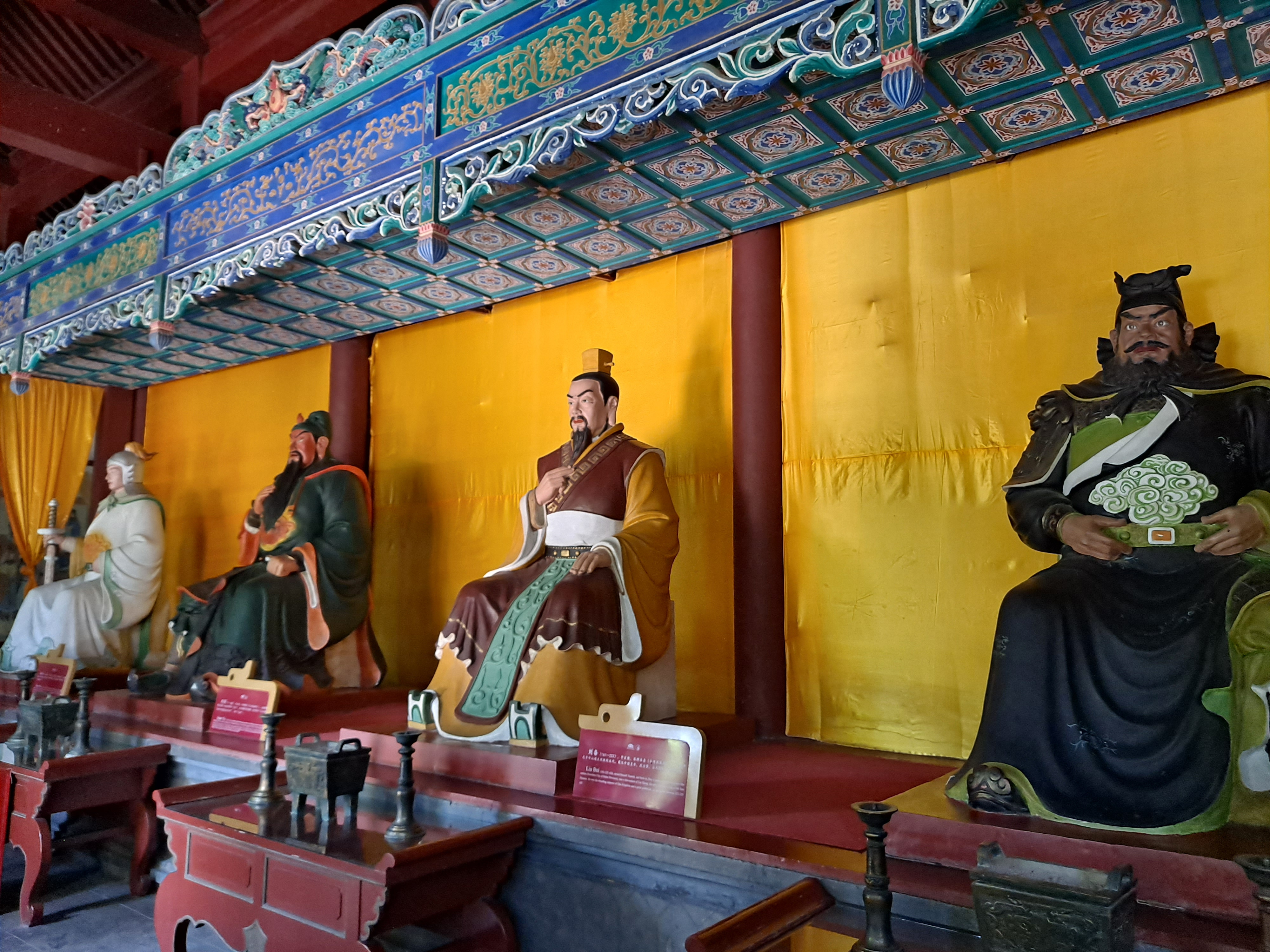
②四義殿・内部
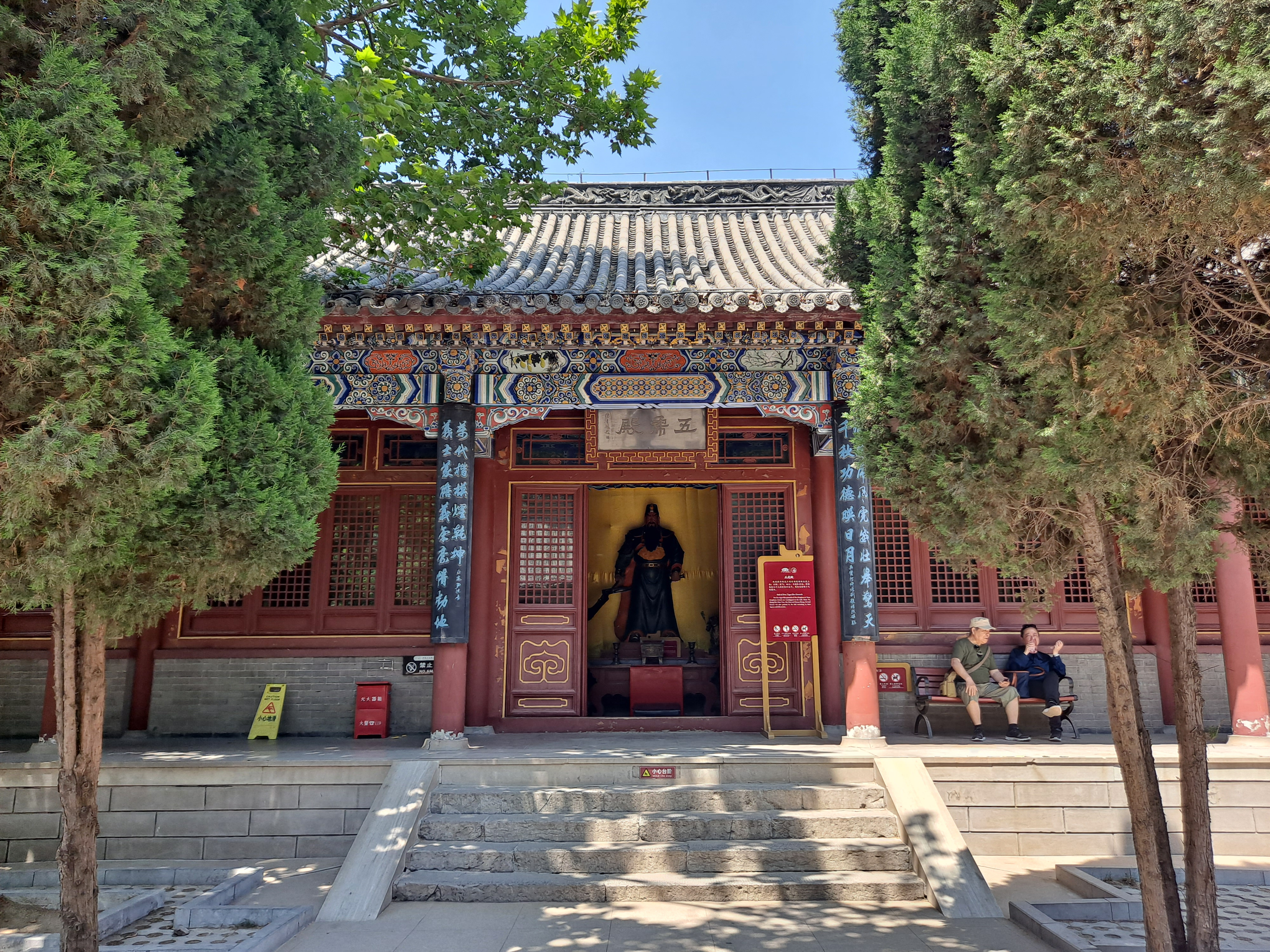
③五虎殿
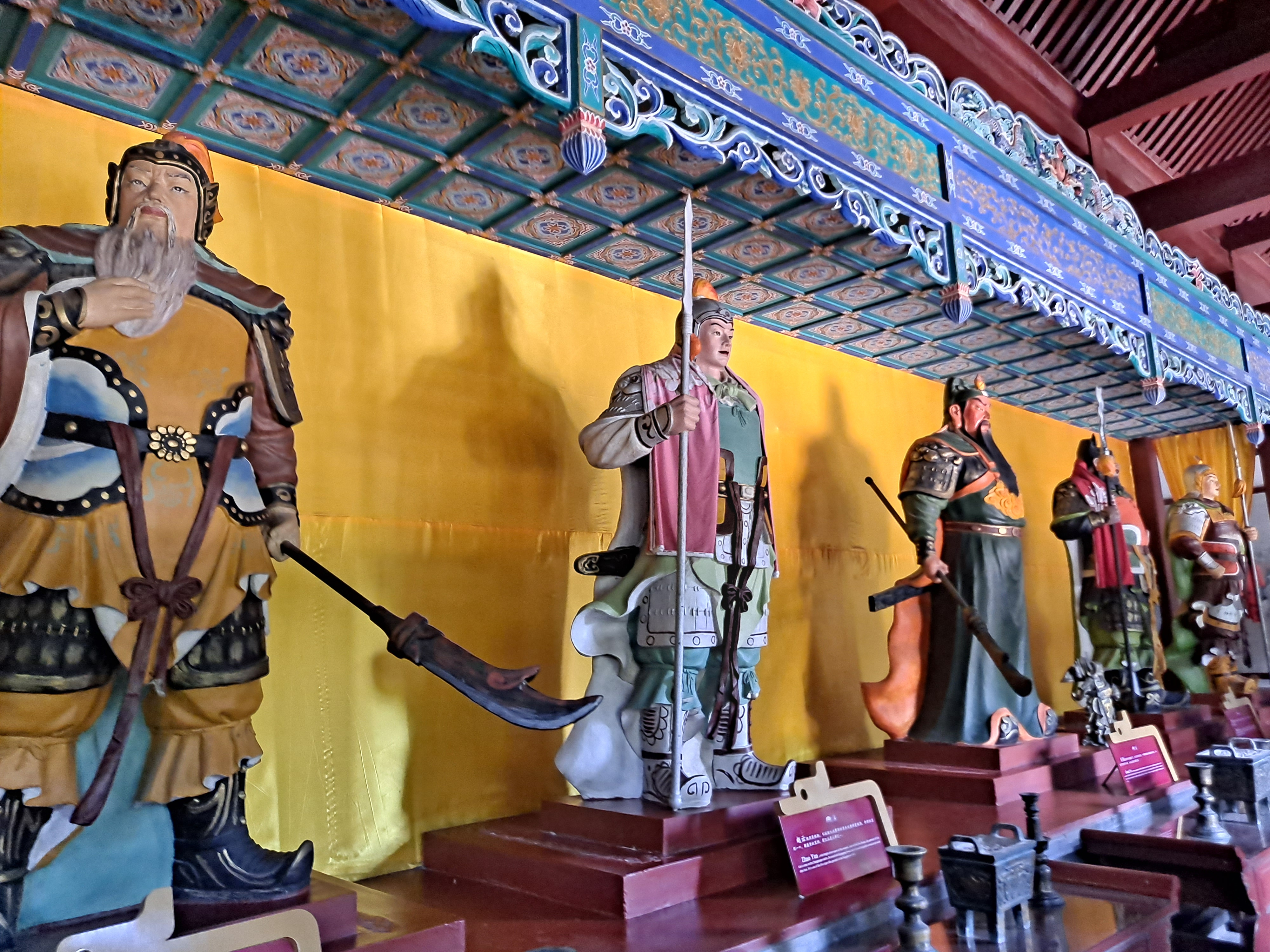
③五虎殿・内部
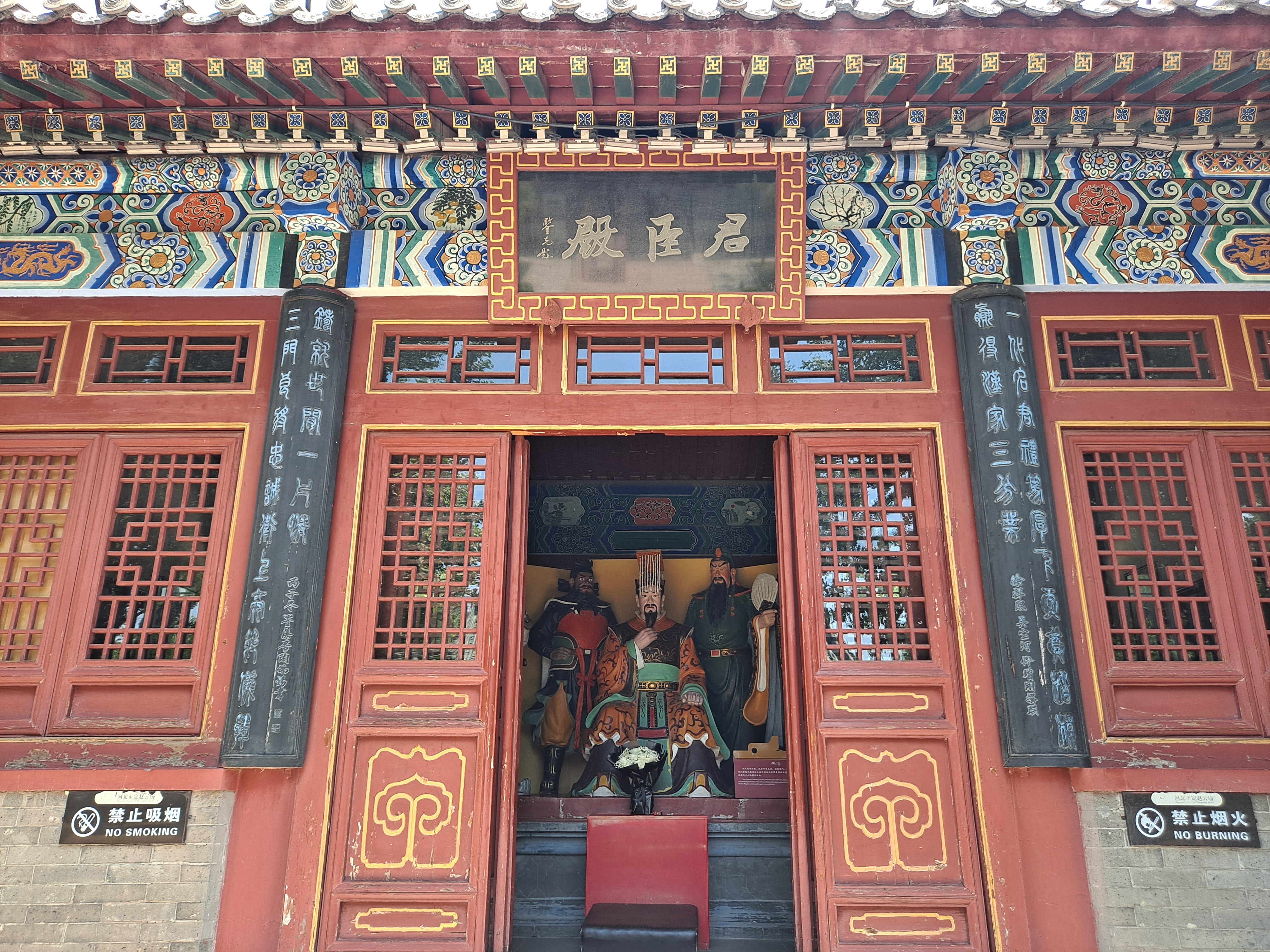
④君臣殿
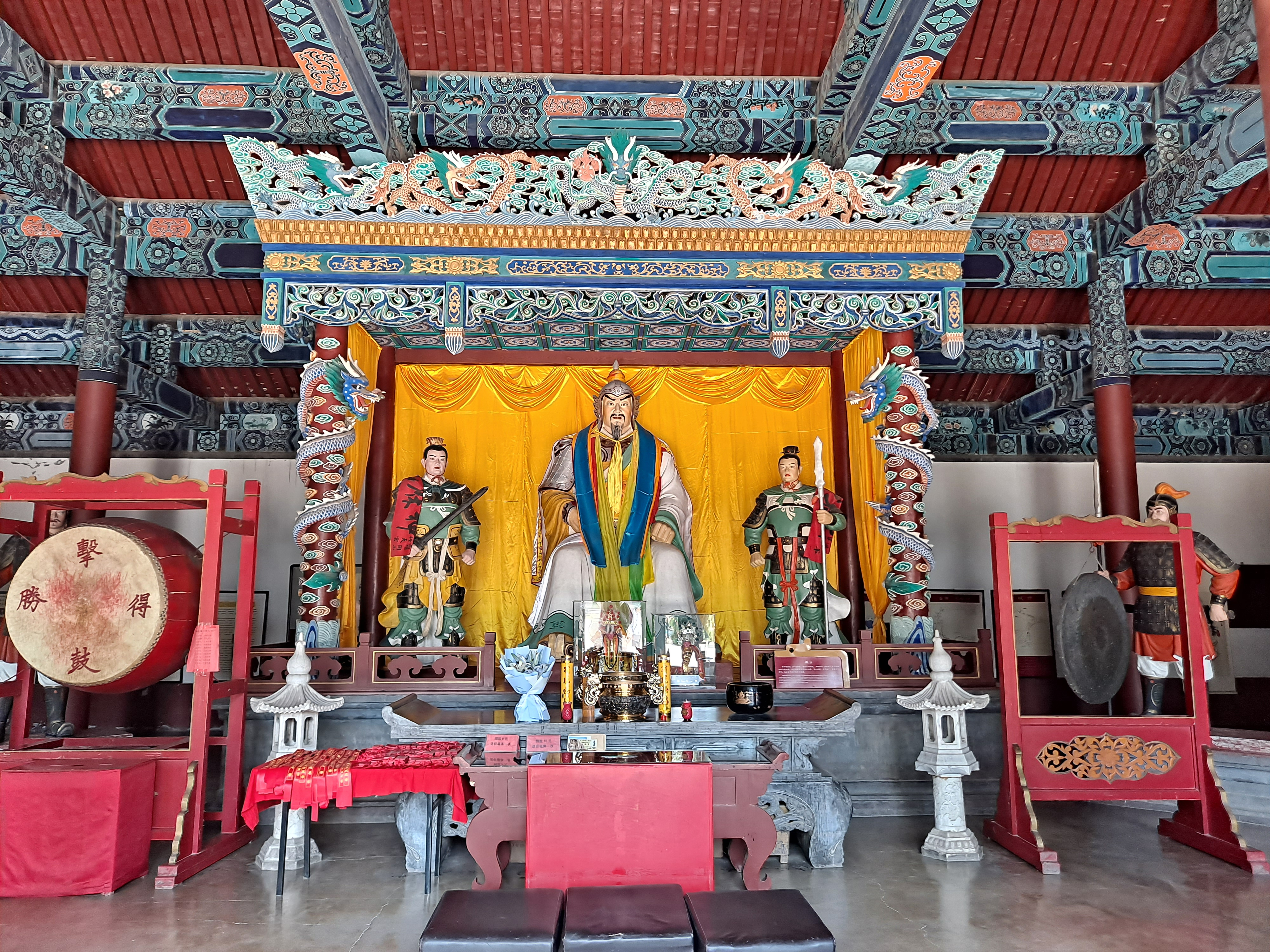
⑤順平候殿・内部

廟は主に以下の五つの殿堂からなる。
- ①山門殿：廟門。書道家・政治家・佛教協会会長の趙樸初が揮毫した『趙雲廟』の扁額が掲げられている。
- ②四義殿：劉備が中央に、右側に趙雲、関羽・張飛が劉備の後ろにそれぞれ塑像が立つ。
- ③五虎殿：（左から右へ）黄忠・趙雲・関羽・張飛・馬超の蜀漢の五虎大将軍の塑像が祀られている。
- ④君臣殿：（左から右へ）張飛・関羽・劉備・諸葛亮・趙雲の蜀漢の君臣・五人の塑像が祀られている。
- ⑤順平侯殿：父・趙雲が中央に座し、左の長子・趙統が剣を、右の次子・趙広が槍を持ち、両脇に十人の勇士が刀を手に立つ。

### 展示

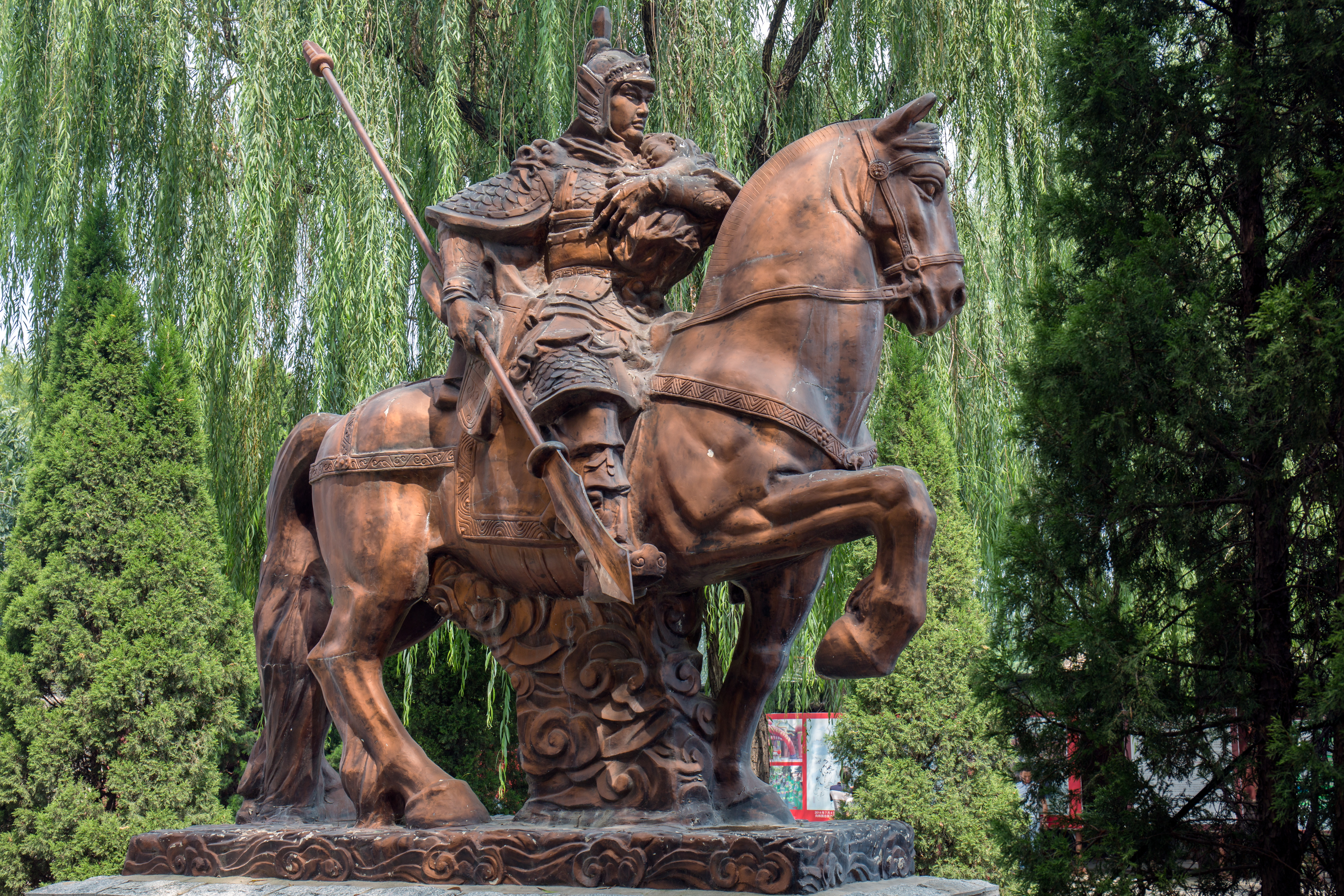
①騎馬像
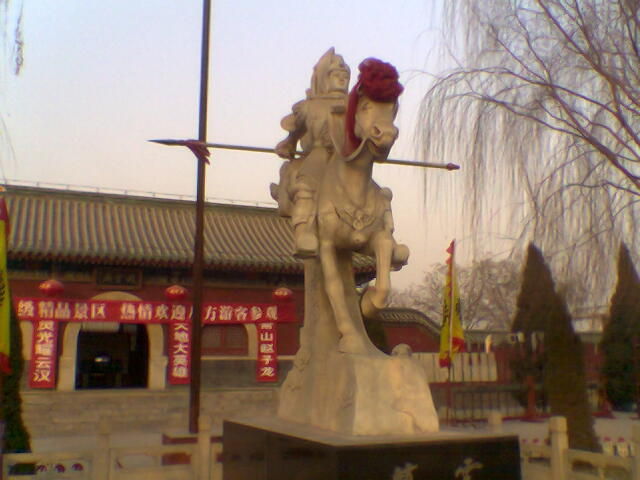
①旧・騎馬像
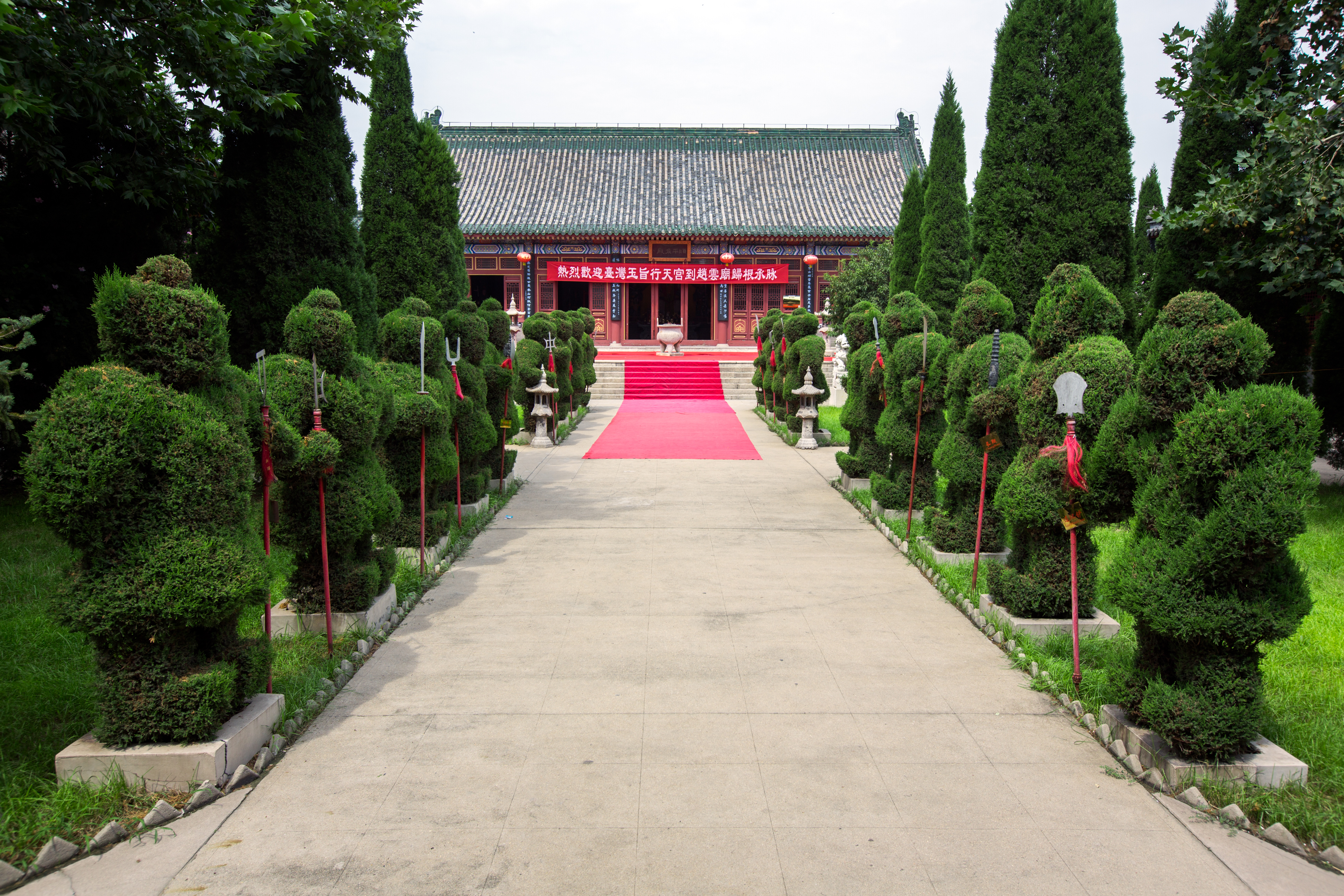
②三国兵器譜
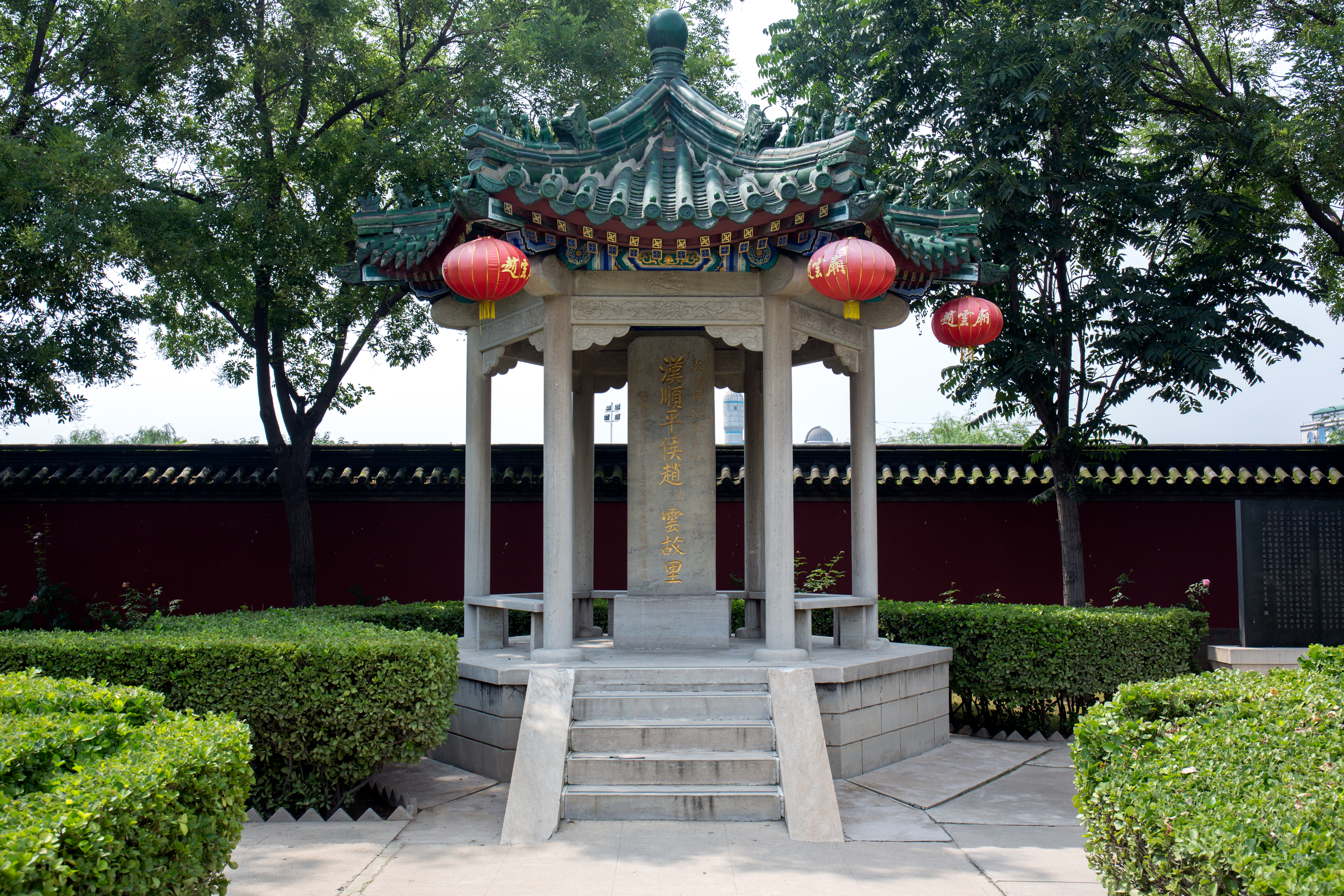
③六角亭
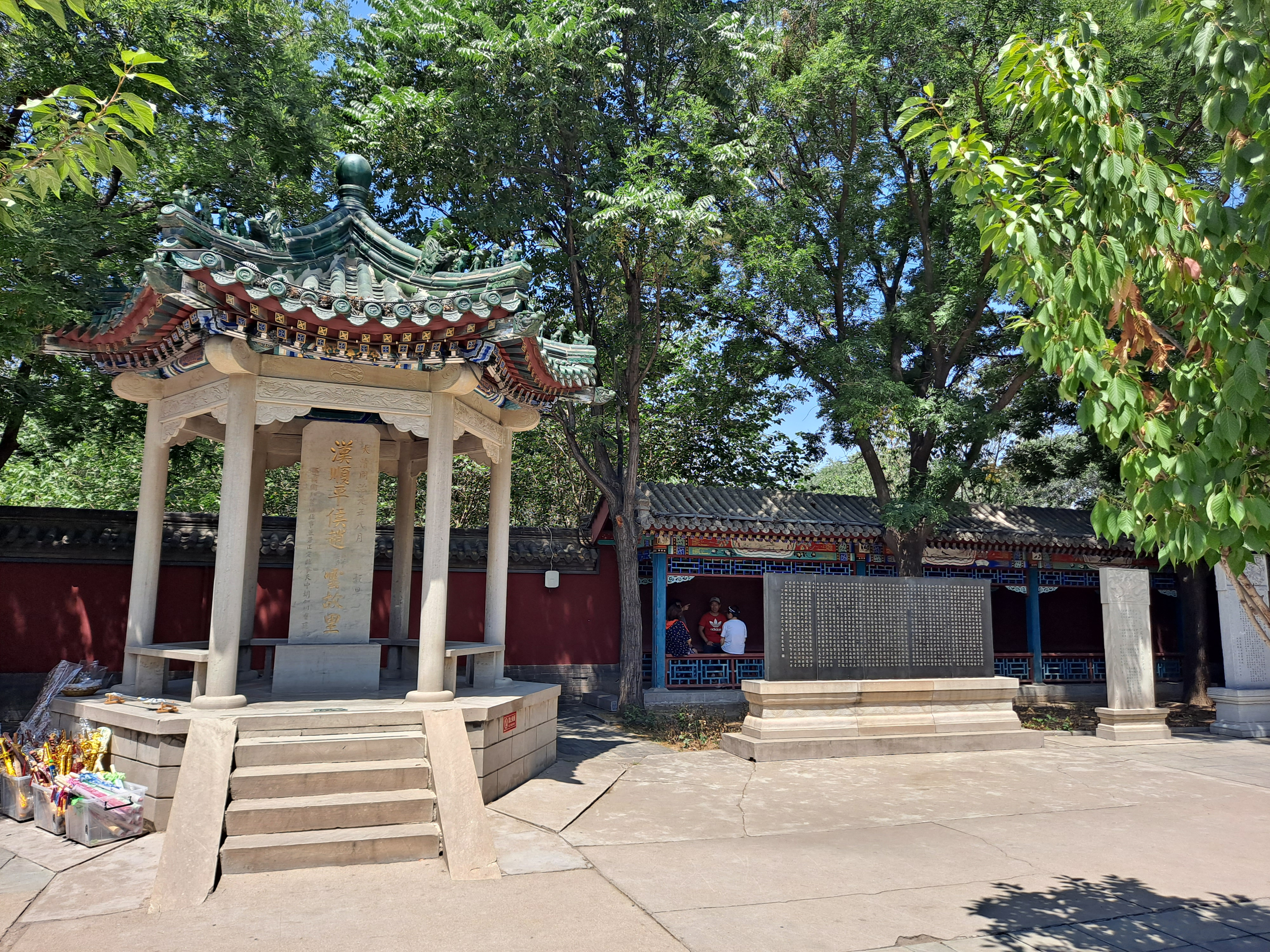
④碑文
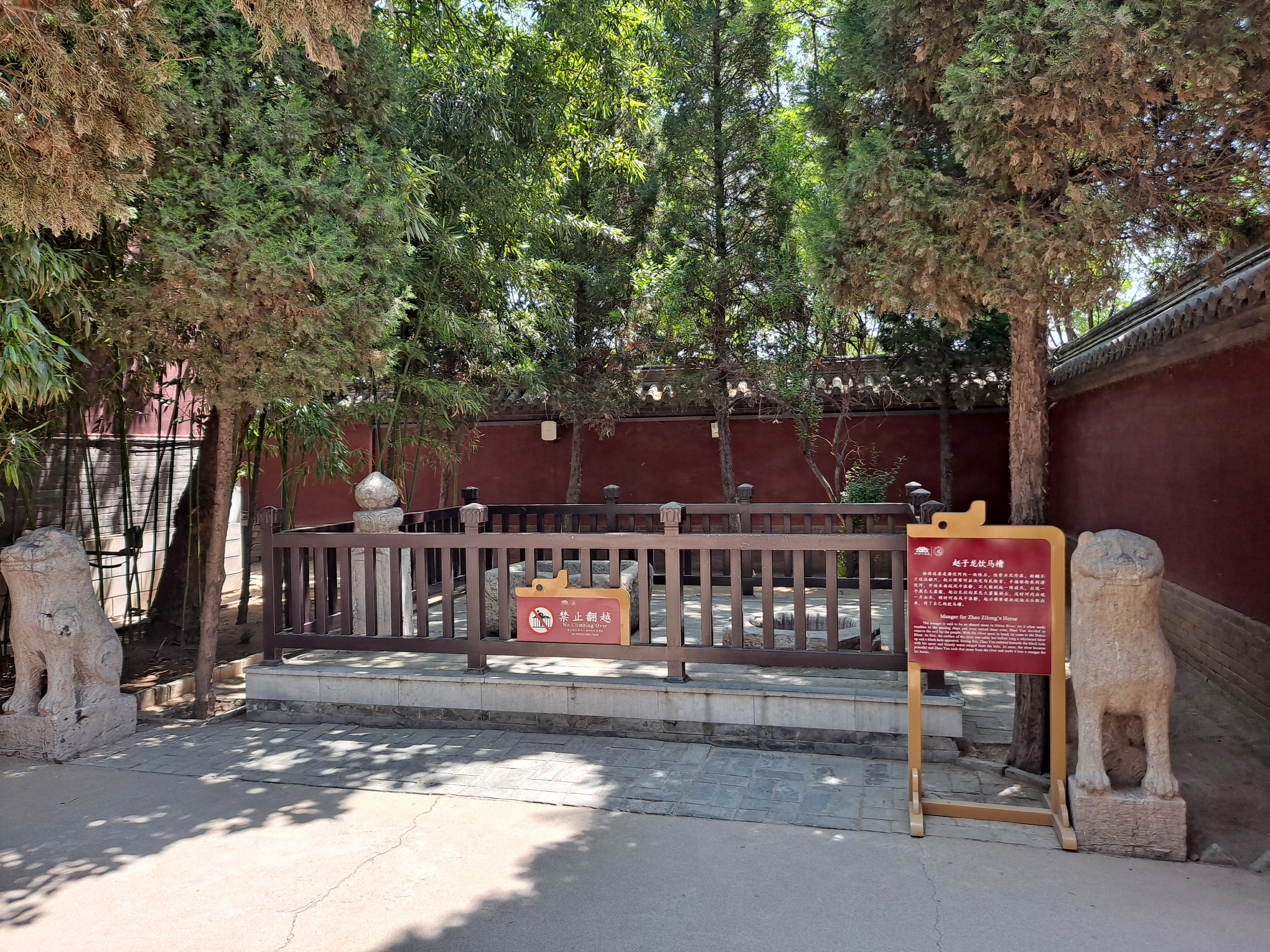
⑤趙子龍飲馬槽

殿堂内には、同治年間『漢順平侯故里碑』が設置されている。『古常山郡新志』によると、清の乾隆帝が正定を訪れた際に特別に銀庫から資金を出して再建し、石碑には「趙雲故里。文武百官至此下馬」とあり、官吏は石碑の前を通る際は、みな馬から降りて敬意を表したとされる。その他、長坂坡古戦場と大邑の趙雲墓の土や屋根瓦、趙雲の槍、趙雲が鍛錬に使用したとされる石鎖や、小説『三国志演義』での名場面を描いた壁画などが展示されている。
殿堂外では、廟の入口の趙雲と阿斗の騎馬像（①）と『趙雲故里碑』がランドマークとなっている。松の木で造形された兵士達が通路の左右に並び、蛇矛や方天画戟などの武器を持つ『三国兵器譜』（②）、新しく作られた『漢順平侯故里碑』が『六角亭』（③）に展示され、亭の東側には正史『三国志』の「趙雲伝」全文を刻んだ碑文、西側は裴松之注の「趙雲別伝」（趙雲の伝記）の碑文（④）、正定の民間伝承『趙子龍飲馬槽』（→次節参照）に登場する石槽（⑤）などが展示されている。

## 民間伝承

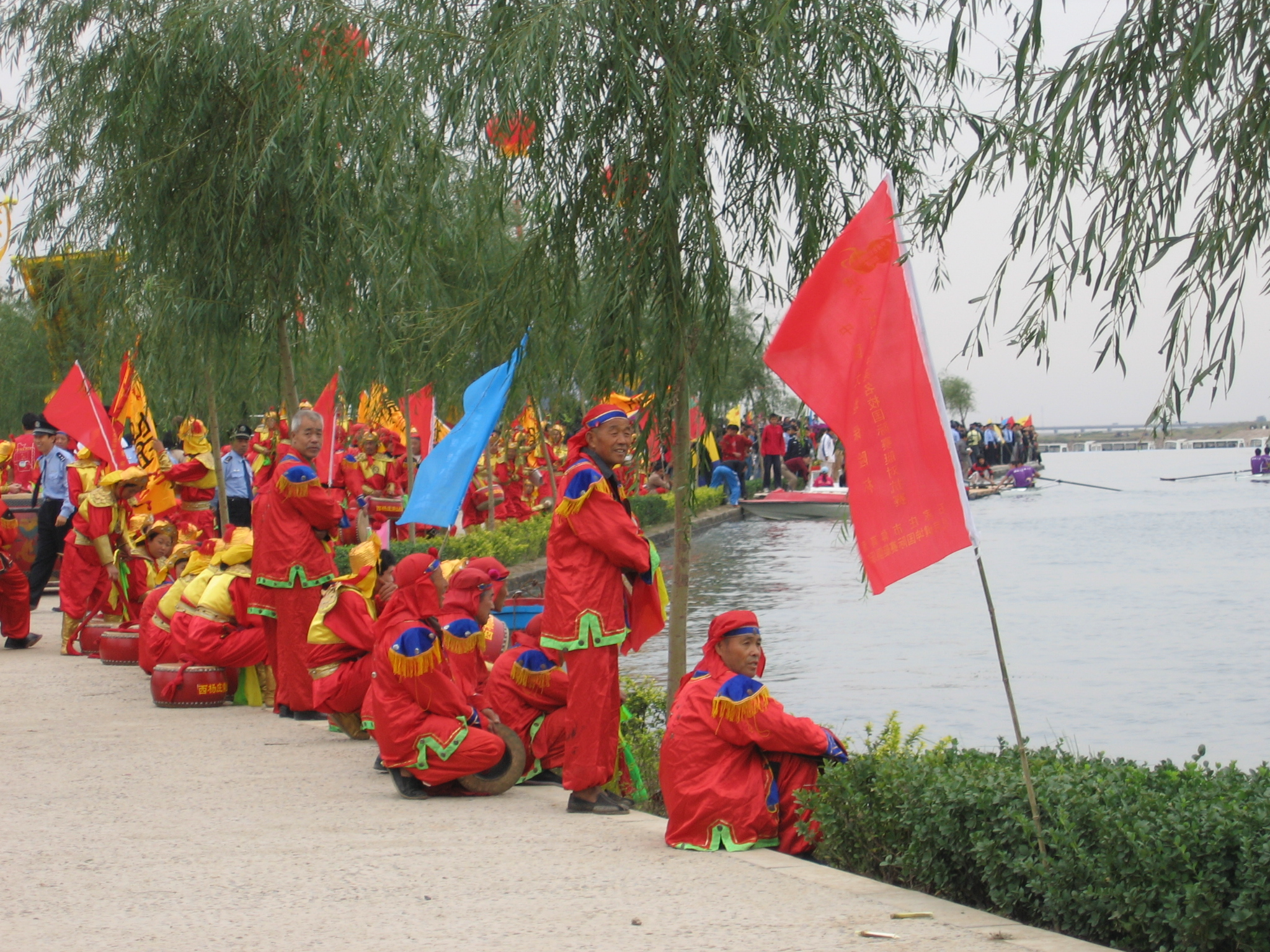
常山戦鼓

- 常山戦鼓（中国語版）：
戦国時代に始まり、明時代に隆盛し、正定の人々に広く流通した軍太鼓。正定県は歴史的に「常山」と呼ばれていたため『常山戦鼓』と呼ばれる。現在はパフォーマンスで使用される。伝承では趙雲が出陣する際、常山の戦太鼓を戦場で叩くことで士気を高め、兵たちを鼓舞し、常に敵を打ち破り勝利を収めたので『常山戦鼓』と呼ばれたという。2008年、無形文化遺産登録（動画[45]）。
- 趙子龍飲馬槽：
正定隆興寺（中国語版）内に設置されていた石槽[37]。現在は趙雲廟内に移されている[38]。民間伝承では、かつて真定（正定）城南河の湾曲した場所に巨大な怪石があり、普段は水中に隠れているが、船が通ると波を立て、水面に飛び出し船を転覆させるため『怪石湾』と呼ばれていた。ある年、趙雲の船が怪石湾に差し掛かると、怪石が姿を現して波を起こし、船に迫ってきた。趙雲は銀槍を怪石に深く突き刺さし、河岸に投げ飛ばすと河は穏やかになった。船乗りたちはみな、その勇気を称えた。後に趙雲はこの怪石を馬槽として用いた。飲馬槽からは一年中、絶えず澄んだ水が湧き出て、趙雲の戦馬はこの水を飲んだ後、百病に罹らなくなった、とある[46]。

## アクセス

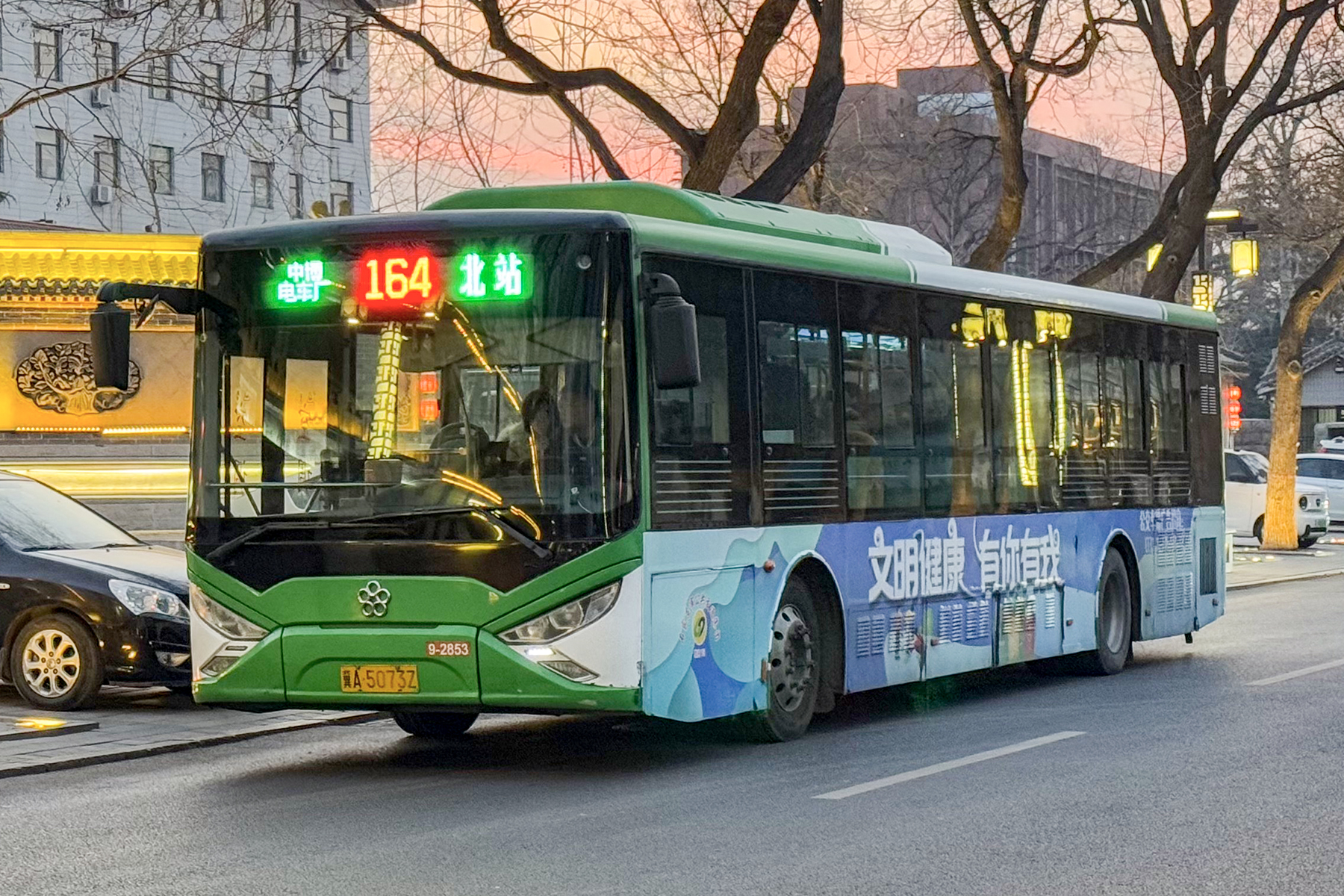
164路バス

正定汽車駅からバスを利用したアクセス方法（2025年6月時点）。
- 131路バス：（所要時間：約46分）
正定汽車駅バスターミナルから131路バス乗車
→正定火車駅（小商品市場）駅下車、135路バスへ乗り換え
→乒乓球基地駅下車→西へ徒歩320m
- 164路バス：（所要時間：約40分）
正定汽車駅バスターミナルから南へ徒歩500m
→164路バス常山路西口駅乗車
→乒乓球基地駅下車→西へ徒歩300m

日本から石家荘市までの航空便は、東京・大阪～石家荘への直通便があり、東京（成田）は春秋航空が2024年4月24日から、大阪（関空）は河北航空が同年12月25日より就航している。

## 近隣の関連施設

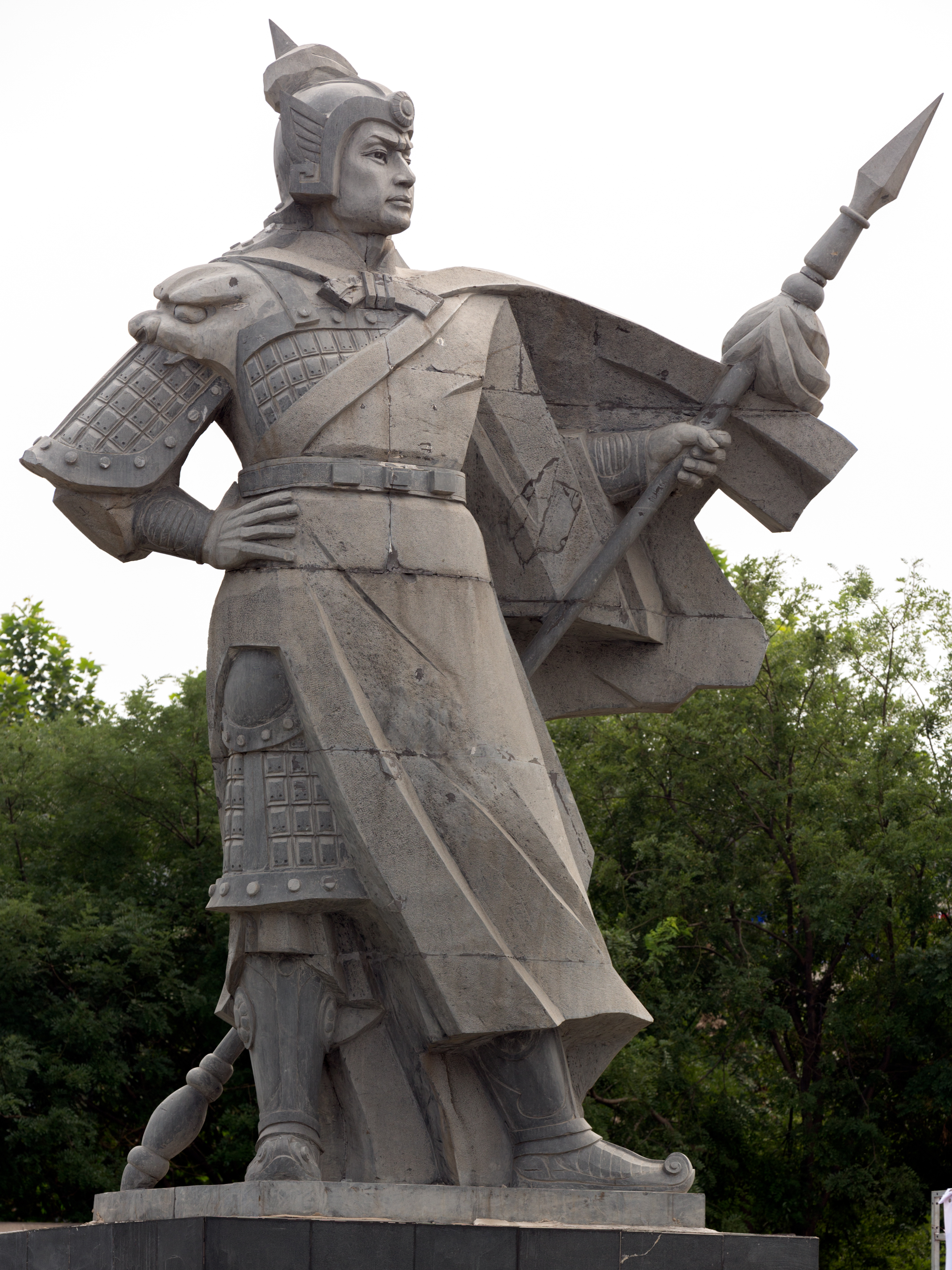
①『子龍広場』趙雲像

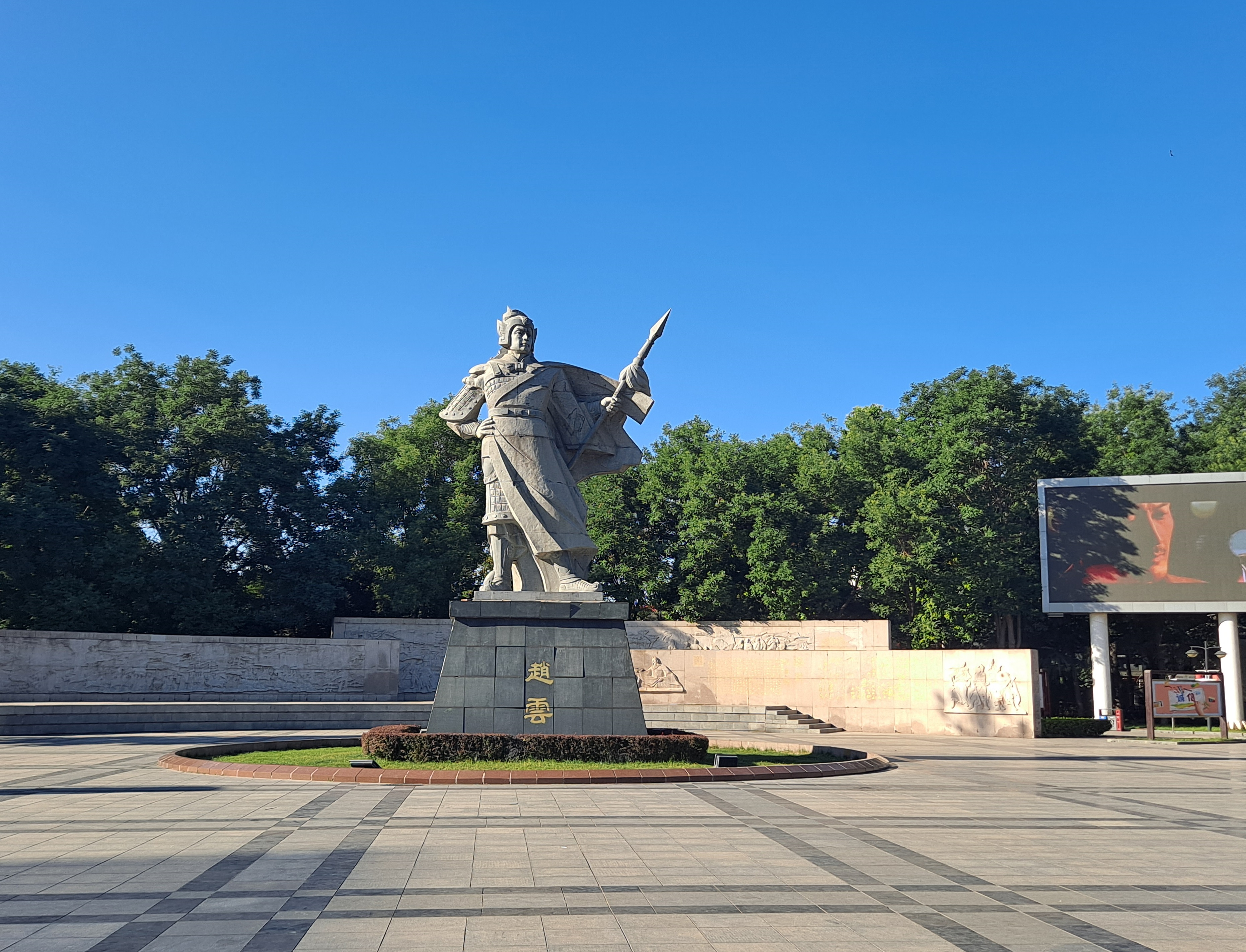
①子龍広場
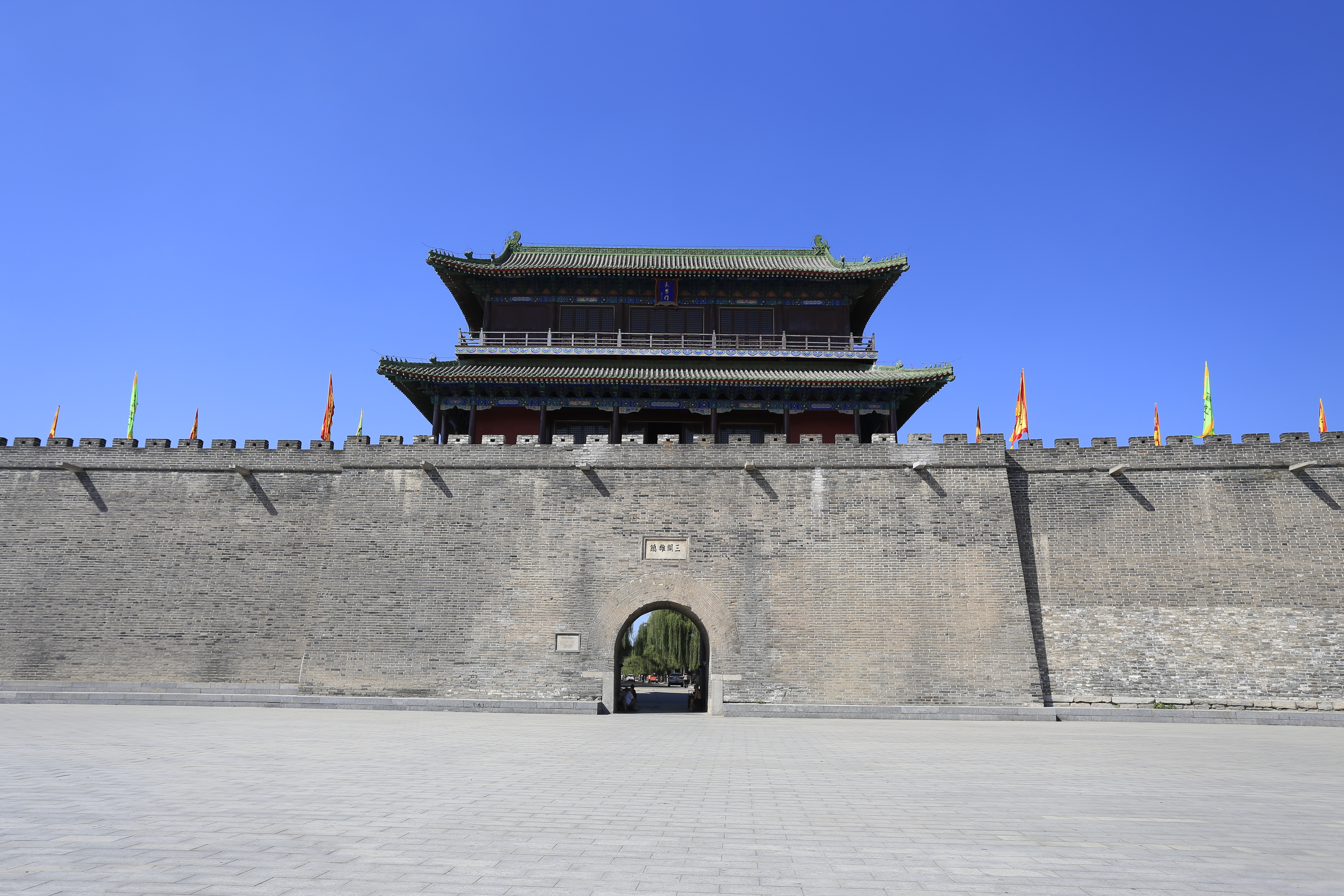
②正定城・南門
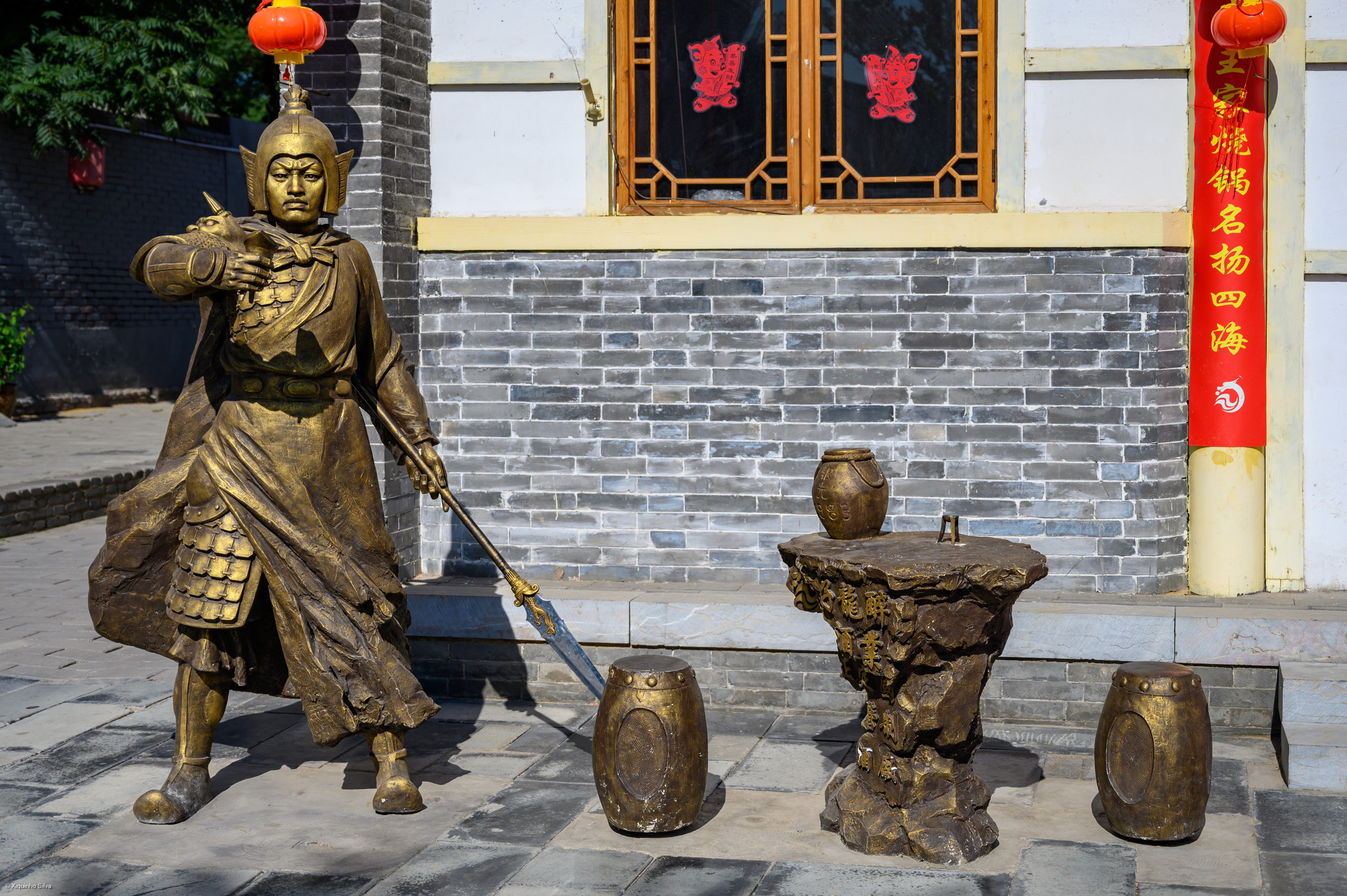
③酒造企業の趙雲像

- 子龍広場：庁舎前にある広場（①）。2007年9月に一般開放。広場全体の面積は2.01ヘクタールあり、集会中心広場・文化展示廊・緑化休憩区の三要素からなる。子龍広場の中心には高さ10mの巨大な趙雲像があり、台座の背面に趙雲を賛辞する言葉が刻まれている[49]。
- 子龍桟橋：趙雲の字を冠した桟橋。一角に趙雲が故郷の人々と別れを告げる場面の彫像が設置されている。
- 常山公園：常山東路に位置する公園。趙雲の騎馬像がランドマークになっている。

正定は趙雲の故郷であることから、滹沱河に掛かる『子龍大橋』などの構築物、『子龍小学（校）』ほか、名を冠した施設が多数存在し、『正定城』（②）『常山陵園』ほか、街の至る所に趙雲像が設置されている（③：趙子龍酔酒業）。近年は習近平が1982年から約3年、副書記・書記を務めたため、地元政府は「趙雲の故郷」よりも「習の第二の故郷・聖地」を前面に押し出しているとされる。

## その他の趙雲廟
正定趙雲廟以外の、中国・台湾各地の趙雲の祠廟（子龍廟）。

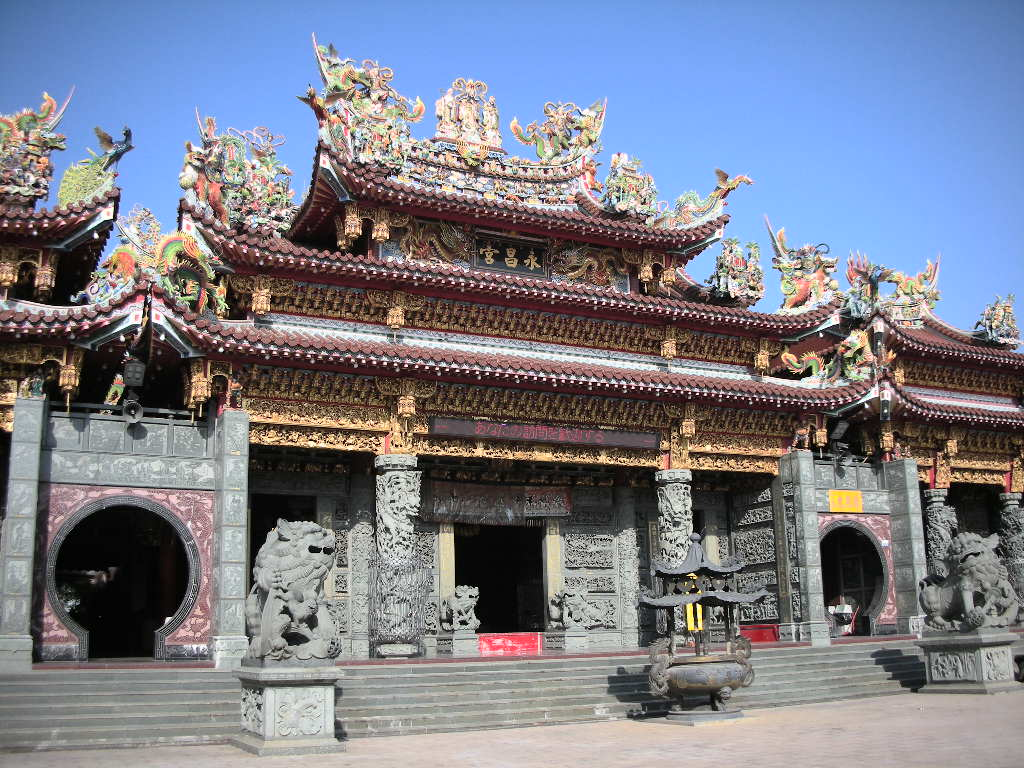
佳里子龍廟「永昌宮」

- 大邑趙雲墓（四川省）：趙雲墓の前に建てられた子龍廟。墓とともに文化大革命で破壊されたが、現在改修工事中。
- 静恵山子龍祠（同県静恵山公園（中国語版）山上）：大邑の子龍廟から山上に移設された。
- 関口趙侯祠（桂陽県）：趙雲が営盤嶺に兵を置いたという伝承があり、塑像が祀られている。この関口趙侯祠に残されている『趙公香火碑』の碑文には、趙雲の功績を関羽や関平と同等に評価し、「祠を建てて祀るべきである」と書かれており、芙蓉峰趙侯祠（後述）に立っていた『漢順平候趙将軍廟碑記』の内容と類似し、また、いずれも伝承にある趙雲の駐屯地を祠の建立地としており、建立と碑文の年代から、関口趙侯祠は芙蓉峰の趙侯祠から受け継がれた、あるいはその影響を受けて建てられた可能性が非常に高いという[51]。2018年、第四批市級文物保護単位指定[52]。
- 佳里子龍廟（台南市）：華人による台湾の道教系の廟。台湾では趙雲を主祀とした37宇の廟が確認されており、同じく華人が渡った先のマレーシアにも、6宇確認されている（→詳細は該当記事を参照）。

かつて存在した趙雲廟
- 南陽趙雲墓（湖南省）：南陽の趙雲の墓の近くにあった廟。
- 黎州趙雲祠（雅安市）：大邑の南西に位置。北宋以前に存在していたとみられる。趙雲が生前、この地と何らかの関わりがあった可能性があり、同時期には馬忠・姜維の祠も存在していたとされるが、のちに漢人の文化・言語とは全く異なる少数民族の村落になってからは信仰が廃れ、明代に消失したと考えられる。現在は「趙雲の墓と廟があった」という地元の伝説が残されている[53]。
- 芙蓉峰趙侯祠（芙蓉山 (寧郷市)）：桂陽の南西に位置。趙雲がここに駐屯したとあり、唐代に摩崖石刻が存在し、「趙雲屯兵處」と刻まれていた。唐・宋時代に趙侯祠（別名：漢順平候趙将軍廟。『関口趙侯祠』とは別物。護英祠とも呼ばれた）が建てられ、南北に200平方メートル以上の敷地を占め、煉瓦と木材の青瓦黒瓦の二棟三間の建物だったという[54]。祠の前には、葉元棋が書いた「漢順平候趙将軍廟碑記」が刻まれた石碑が建てられていた。『（康熙）桂陽州志』に詳細な記録が残っており、清代には呉鯨（中国語版）が詩[55]を詠んでいる。1931年8月に最後の再建が行われ、歴史上の趙侯祠と区別するため、新しく建てられた廟は子龍廟と呼ばれたが、文化大革命で全て破壊された[56]。現在は「漢順平侯趙将軍廟碑記」のみ子龍廟近くの蒙泉亭に保存されている[54]。

## 故郷をめぐる論争
趙雲の故郷として臨城県が名乗りを上げており、正定県と論争が起こっている（→｢大邑趙雲墓#臨城趙雲墓｣を参照）。